# Южновюртембергский диалект
Южновюртембергский диалект (нем. Süd-Württembergisch) — диалект немецкого языка, распространённый на юге Баден-Вюртемберга (юго-восток исторического региона Баден — к северу от Боденского озера). Принадлежит к среднеалеманнским диалектам южнонемецкой группы.